# وادي المديني (حبيش)

تعديل مصدري - تعديل

وادي المديني محلة تابعة لقرية المدورة، التابعة لعزلة ربع ظلمة بمديرية حبيش إحدى مديريات محافظة إب في الجمهورية اليمنية، بلغ تعداد سكانها 38 حسب تعداد اليمن لعام 2004.